# Castell de Salses

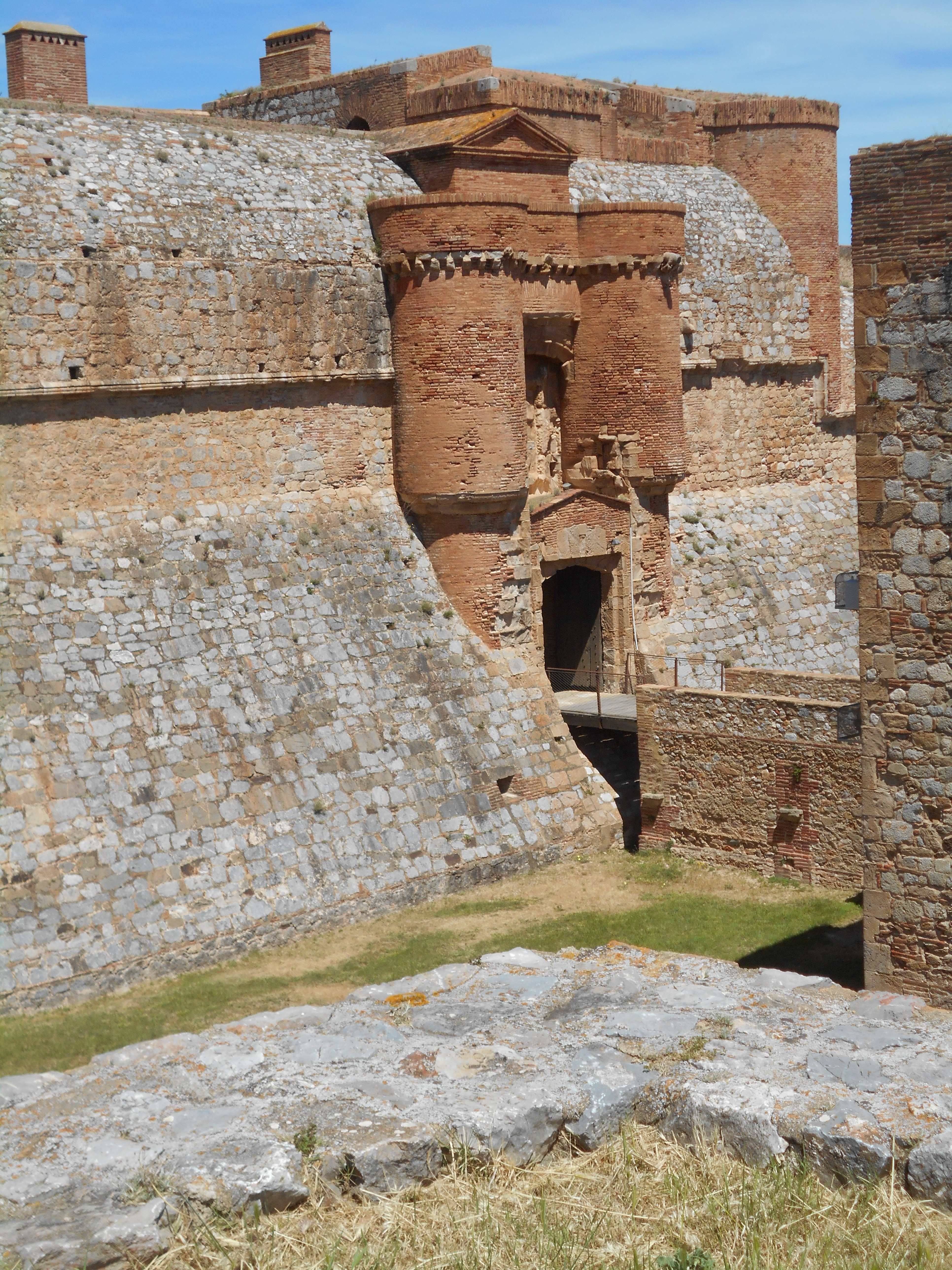
Porta d'accés al recinte interior del castell

El Castell de Salses és un castell nord-català ubicat al terme comunal de Salses, a la comarca del Rosselló. És el tercer, des del punt de vista cronòlògic, dels castells de Salses, després del Castell Vell i del Castell Reial.
Aquest castell és avui dia Museu d'Història de Salses. Està situat al nord de la vila del mateix nom, al peu de les Corberes, vigilant la plana del Rosselló i l'antic camí que anava de Perpinyà a Narbona seguint l'antiga Via Domícia. Representa el límit històric, l'antiga frontera entre el reialme de França i la Corona d'Aragó abans de l'annexió consegüent al Tractat dels Pirineus el 1659. Representa alhora el límit concret entre Occitània i els Països Catalans, reprès darrerament amb la construcció de la Porta dels Països Catalans.

## Història i documentació

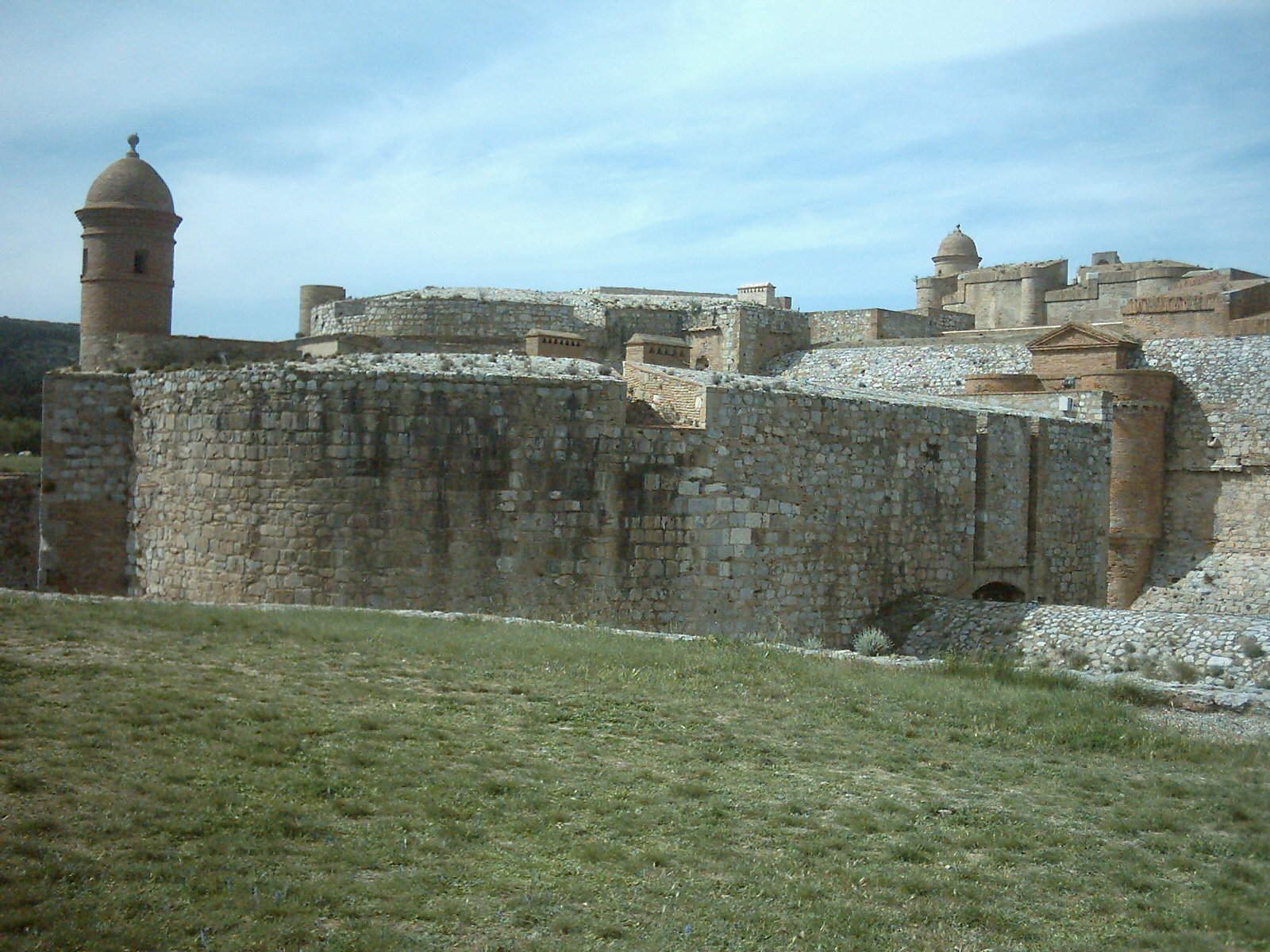
El Castell

El primer document que en fa menció és de 1047, any en què pertanyia als comtes del Rosselló. Però, Alfons el Cast, Comte de Barcelona i Rei d'Aragó, que havia heretat el comtat de Rosselló i, per tant, del castell de Salses, va encarregar a l'abat de la Grassa la fundació, al lloc de l'antiga vila de Salses, d'un poble nou al qual concediria privilegis i franquícies.
El 1285 va resistir el setge, heroïcament però en va, als croats de Felip III de França durant la Croada contra la Corona d'Aragó. Tanmateix, cap dels dos esments anteriors no fa referència al castell actual, sinó als seus predecessors, el Castell Vell i el Castell Reial.

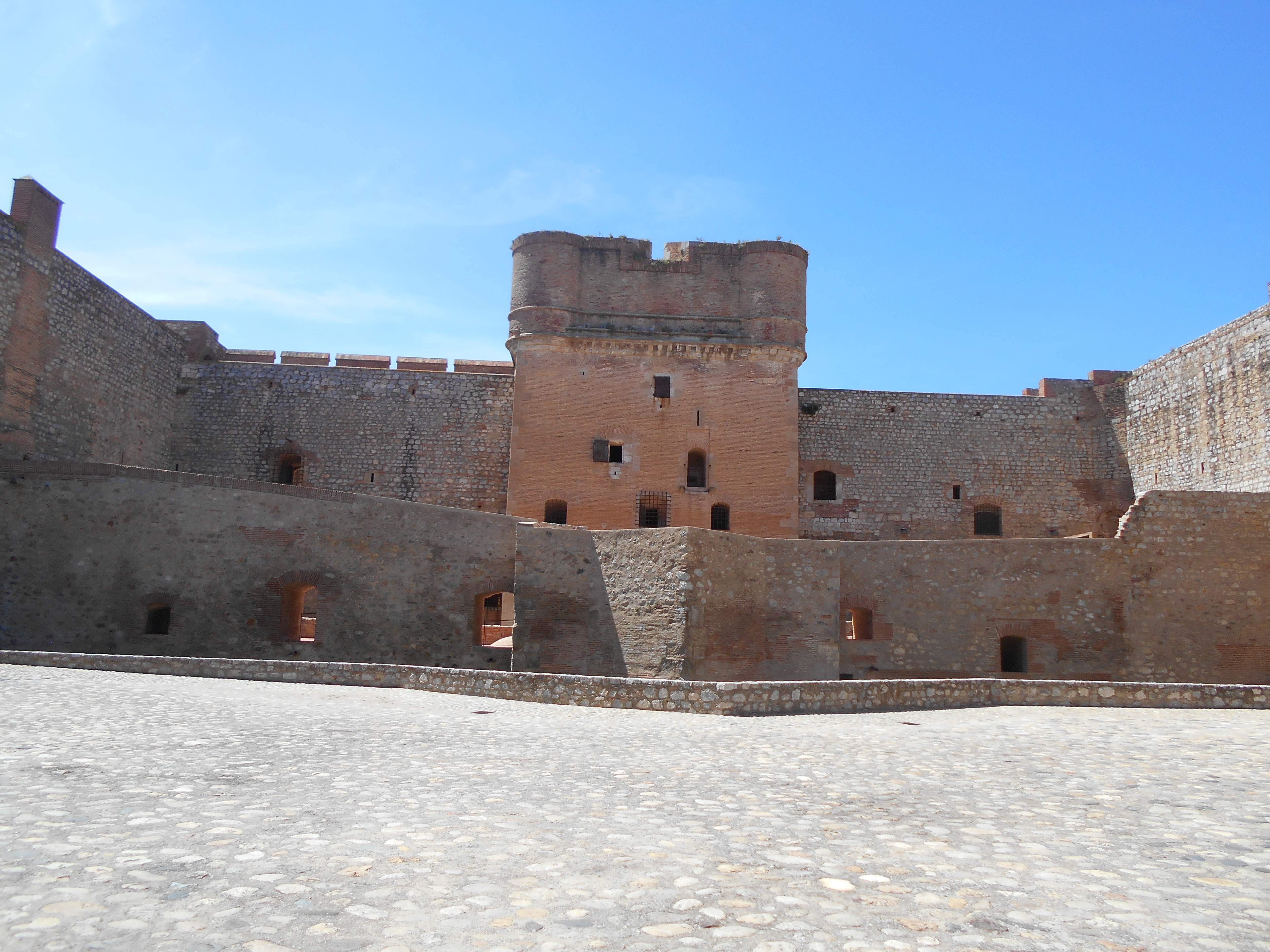
La fortalesa dins de la fortalesa

Per la fortalesa actual, construïda entre 1497 i 1503, el constructor castellà Ramirez s'inspirà de la tradició dels castells de Castella incorporant totes les modernitats de l'artilleria de l'època, que es tradueix per l'enfonsament del sòl i en l'ús de baluards capaços de contestar a la tecnologia de l'artilleria de principis del segle xvi, per la qual cosa disposà de grans mitjans. El plànol és rectangular de 115 m x 90, repartit en tres espais concèntrics i defensat per un fossat de 15 m d'amplada i 7 de profunditat.

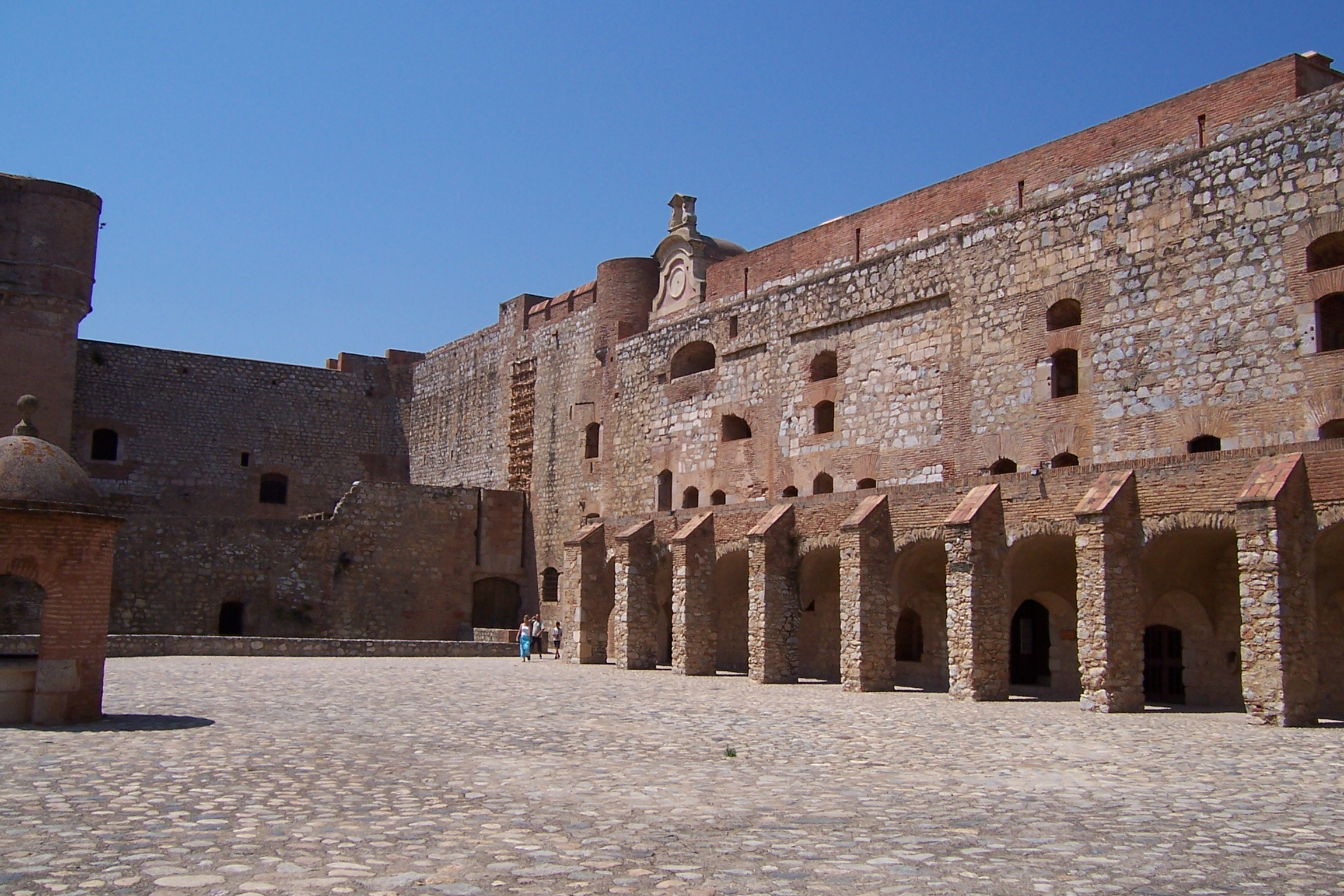
Pati interior

Dins el recinte hi ha una plaça d'armes, la casa del governador, la capella (de Sant Sebastià, austera, amb un frontó i unes pilastres al lloc de l'altar), la presó, la infermeria, amb un habitacle també dedicat a capella, les quadres i el palau del rei d'Aragó, que forma la torre de l'homenatge de la plaça.
La construcció del nou castell fou ordenada per Ferran el Catòlic per tal de reforçar la frontera de Catalunya de cara a la monarquia francesa. Abans, el 1496 el castell antic i la vila havien estat arrasades i la saquejades per les tropes franceses obeint les ordres del mariscal de Saint-André.
Les obres s'acabaren el 1505, però durant el regnat de Carles V, que esdevingué un dels punts claus en els constants enfrontaments militars amb França, fou dotat de noves i importants defenses.
Durant la Guerra dels Trenta Anys, el 1639 la guarnició es rendí a l'exèrcit de Lluís XIII. L'any següent el lloctinent de Catalunya, Dalmau III de Queralt, comte de Santa Coloma, aconseguí la rendició de la guarnició francesa que comandava el governador Baró d'Espenan. Malgrat l'èxit que constituí per als exèrcits castellans, ajudats pel poble català, no impedí la definitiva ruptura entre el Principat i Felip IV de Castella, que desembocà pocs mesos després (1640) en la Guerra dels Segadors. El 17 de gener de 1641 es proclamà la República Catalana (1641) i el dia 23 del mateix mes, els Braços nomenaren el rei Lluís XIII de França com a Comte de Barcelona i, per tant, sobirà del Principat de Catalunya.
Els francesos assetjaren novament el castell en mans de tropes castellanes, i el 1642 aconseguiren definitivament el control d'aquesta fortalesa. Amb el tractat dels Pirineus (1659) per liquidar la guerra entre el Regne de França i la Monarquia Hispànica, s'allunyà la frontera francoespanyola uns 50 km al migdia i perdé gran part de la seva importància militar. Tanmateix, el mariscal Vauban, que inicialment el volia destruir per la seva posició al peu de la muntanya, el conservà i millorà. Serví de presó, en particular de dues còmplices de la famosa marquesa de Brinvilliers, de guarnició militar de reforç a les fortaleses frontereres, així com de lloc d'avituallament dels exèrcits francesos.
Posteriorment, esdevingué polvorí i, durant la Guerra Civil espanyola, fou utilitzat com a refugi.